# I Feel You
I Feel You är en låt av den brittiska gruppen Depeche Mode. Det är gruppens tjugosjunde singel och den första från albumet Songs of Faith and Devotion. Singeln släpptes den 15 februari 1993 och nådde som bäst 8:e plats på den brittiska singellistan.
Musikvideon till "I Feel You" regisserades av Anton Corbijn. Kvinnan i videon är den brittiska skådespelerskan Lysette Anthony. 
Musikvideon till B-sidans "One Caress" regisserades av Kevin Kerslake. Det är en promovideo och återfinns på DVD-utgåvan av The Videos 86–98.

## Utgåvor och låtförteckning
Samtliga låtar är komponerade av Martin Gore. 
7", CassetteMute / Bong21, CBong21 (UK):
1. "I Feel You" – 4:34
2. "One Caress" – 3:30

12"Mute / 12Bong21 (UK):
1. "I Feel You (Throb Mix)" – 6:47 (remixed by Mark Stent)
2. "I Feel You" – 4:34
3. "I Feel You (Babylon Mix)" – 7:53 (remixed by Supereal and John Crossley)
4. "One Caress" – 3:30

12"Mute / L12Bong21 (UK):
1. "I Feel You (Life's Too Short Mix)" – 8:35 (remixed by Brian Eno)
2. "I Feel You (Swamp Mix)" – 7:28 (remixed by Brian Eno)
3. "I Feel You (Afghan Surgery Mix)" – 4:58 (remixed by Danny Briottet)
4. "I Feel You (Helmet At The Helmet Mix)" – 6:41 (remixed by Mark Stent)

CDMute / CDBong21 (UK):
1. "I Feel You" – 4:34
2. "One Caress" – 3:30
3. "I Feel You (Throb Mix)" – 6:47
4. "I Feel You (Babylon Mix)" – 7:53

CDMute / LCDBong21 (UK):
1. "I Feel You (Life's Too Short Mix)" – 8:35
2. "I Feel You (Swamp Mix)" – 7:28
3. "I Feel You (Afghan Surgery Mix)" – 4:58
4. "I Feel You (Helmet at the Helm Mix)" – 6:41

CDMute / CDBong21X (EU):
1. "I Feel You" – 4:34
2. "One Caress" – 3:30
3. "I Feel You (Throb Mix)" – 6:47
4. "I Feel You (Babylon Mix)" – 7:53
5. "I Feel You (Life's Too Short Mix)" – 8:35
6. "I Feel You (Swamp Mix)" – 7:28
7. "I Feel You (Afghan Surgery Mix)" – 4:58
8. "I Feel You (Helmet at the Helm Mix)" – 6:41

Promo 12"Mute / P12Bong21 (UK):
1. "I Feel You (Throb Mix)" – 6:47 (remixed by Mark Stent)
2. "I Feel You" – 4:34
3. "I Feel You (Babylon Mix)" – 7:53 (remixed by Supereal and John Crossley)
4. "One Caress" – 3:30

12"Sire/Reprise / 40767-0 (US):
1. "I Feel You (Babylon Mix)" – 7:53
2. "I Feel You (Helmet At The Helm Mix )" – 6:40
3. "I Feel You (Afghan Surgery Mix)" – 4:58
4. "One Caress (Album Version)" – 3:32
5. "I Feel You (Life's Too Short Mix)" – 8:35
6. "I Feel You (Swamp Mix)" – 7:28
7. "I Feel You (Throb Mix)" – 6:49

CDSire Reprise / 40767-2 (US):
1. "I Feel You" – 4:34
2. "One Caress" – 3:30
3. "I Feel You (Throb Mix)" – 6:47
4. "I Feel You (Babylon Mix)" – 7:53

CDSire Reprise / 40784-2 (US):
1. "I Feel You (Life's Too Short Mix)" – 8:35
2. "I Feel You (Swamp Mix)" – 7:28
3. "I Feel You (Afghan Surgery Mix)" – 4:58
4. "I Feel You (Helmet at the Helm Mix)" – 6:41 (remixed by Mark Stent)

Promo 12"Sire/Reprise / PRO-A-6022 (US):
1. "I Feel You (Helmet At The Helm Mix)" – 6:40
2. "I Feel You (Afghan Surgery Mix)" – 4:58
3. "I Feel You (Throb Mix )" – 6:49
4. "I Feel You (Babylon Mix)" – 7:53
5. "I Feel You (Life's Too Short Mix )" – 8:35

Promo CDSire/Reprise / PRO-CD-6022 (US):
1. "I Feel You (Single Mix)" – 4:35

Promo CDSire/Reprise / PRO-CD-6145 (US):
1. "I Feel You (Intro Edit)" – 4:27